# Beldings sisel
Beldings sisel (Urocitellus beldingi) är en däggdjursart som beskrevs av Clinton Hart Merriam 1888. Den ingår i släktet Urocitellus och familjen ekorrar. IUCN kategoriserar arten globalt som livskraftig.
Arten är uppkallad efter djursamlaren Lyam Belding.

## Beskrivning
En tämligen liten sisel med korta ben, små öron, en kroppslängd mellan 23 och 30 cm inklusive den 4 till 8 cm långa svansen och en vikt mellan 300 och 415 g för hanar, 230 till 400 g för honor. Pälsfärgen är rödbrun på ryggen, rödaktig på den buskiga svansens ovansida och brunaktigt grå i övrigt, med mera brunt på sidorna.

## Underarter
Arten delas upp i följande underarter:
- U. beldingi beldingi (Merriam, 1888)
- U. beldingi creber (Hall, 1940)
- U. beldingi oregonus (Merriam, 1898)

Arten har tidigare förts till släktet sislar (Spermophilus), men efter DNA-studier som visat att arterna i detta släkte var parafyletiska med avseende på präriehundar, släktet Ammospermophilus och murmeldjur, har det delats upp i 8 släkten, bland annat Urocitellus.

## Ekologi
Arten vistas i bergstrakter med öppen vegetation likt gräsmarker, öppna skogar, buskmarker och jordbruksmark.
Arten är dagaktiv och tillbringar natten i underjordiska bon; antingen mindre, med en enda ingång, eller större bon med flera ingångar. Stapelfödan består av olika gräs, inte minst säd, nötter, blommor, frön, gröna växtdelar, rötter, lökar och svampar. Den kan emellertid även ta animalisk föda som insekter, smådäggdjur, fågelägg och as. Själv utgör arten föda för prärievargar, grävlingar och vesslor.
Siseln sover vintersömn länge, vanligen från slutet av september till maj eller juni. Övervintringen är krävande för arten; upp till 2/3 av ungarna och 1/3 av de vuxna klarar inte vintern.

### Fortplantning
Honorna blir könsmogna efter omkring ett år, hanarna efter 1 1/2. Hanarna utkämpar blodiga slagsmål om honorna, något som leder till att medellivslängden för hanarna endast är 3 till 4 år mot honornas 4 till 6. De 4 till 12 (vanligen 8) ungarna föds tidigt på hösten i vintervistet efter en dräktighetsperiod på 23 till 28 dygn. De outvecklade ungarna väger inte mer än 5–8 g vid födseln, och diar i omkring en månad.

## Utbredning
Beldings sisel förekommer i västra USA i delstaterna Oregon, Idaho, Utah, Nevada och Kalifornien.